# Yevgeny Aleksandrovich Mravinsky
Yevgeny Aleksandrovich Mravinsky (tiếng Nga: Евге́ний Алекса́ндрович Мрави́нский, 4 tháng 6 [ 22 tháng 5] 1903 - 19 tháng 1 năm 1988), Anh hùng Lao động, Nghệ sĩ Nhân dân, là một người chỉ huy dàn nhạc Liên Xô và Nga.

## Cuộc đời sự nghiệp
Mravinsky được sinh ra tại Saint Petersburg. Ca sĩ soprano Yevgeniya Mravina là dì của ông. Cha ông Alexandr Konstantinovich Mravinsky qua đời năm 1918, và trong cùng năm đó, ông bắt đầu làm việc ở hậu trường tại Nhà hát Mariinsky. Ông thoạt đầu tiên là nghiên cứu sinh học tại trường đại học ở Leningrad, trước khi đến Nhạc viện Leningrad để học nhạc. Ông từng đảm nhiệm vai trò người hướng dẫn múa ba lê trong những năm 1923-1931. Lần ra mắt đầu tiên với công chúng của ông là vào năm 1929. Đến những năm 1930 ông đã chỉ huy dàn nhạc tại Ballet Kirov và nhà hát Bolshoi. Vào tháng 9 năm 1938, ông đã giành được giải cho Cuộc thi Chỉ huy dàn nhạc toàn Liên Xô tại Moscow.
Vào tháng 10 năm 1938, Mravinsky đảm nhận chức vụ ông giữ cho đến năm 1988: đó là nhạc trưởng chính của Dàn nhạc Giao hưởng Leningrad, trước đó, ông đã ra mắt làm nhạc trưởng vào năm 1931. Dưới thời Mravinsky, Dàn nhạc Giao hưởng Leningrad đã đạt được danh tiếng huyền thoại, đặc biệt là trong âm nhạc Nga như Tchaikovsky và Shostakovich. Trong Thế chiến II, Mravinsky và dàn nhạc đã được sơ tán đến Siberia. Nhưng các thành viên dàn nhạc dự bị của Dàn nhạc Giao hưởng Leningrad và dàn nhạc Radio Leningrad bị bỏ lại sau trong cuộc vây hãm Leningrad, nên trọng tâm giờ dồn vào Karl Eliasberg để chỉ huy các nhạc sĩ còn sống trong buổi ra mắt bản giao hưởng huyền thoại Giao hưởng số 7 "Leningrad" của Shostakovich.
Truyền thuyết có kể rằng ở buổi trình diễn đầu tiên của Bản giao hưởng số 5 của Shostakovich, trong tràng pháo tay dài đến nửa tiếng ngay sau buổi biểu diễn, Mravinsky lấy bản nhạc trong tay và vẫy nó trên đầu. Mravinsky đã cho ra mắt sáu bản giao hưởng của Shostakovich cho toàn thế giới: số 5, 6, 8 (Shostakovich dành riêng cho Mravinsky), 9, 10 và cuối cùng là số 12 vào năm 1961. Từ chối tiến hành buổi ra mắt bản giao hưởng thứ 13 của Shostakovich vào năm 1962 gây ra rạn nứt vĩnh viễn tình bạn của họ. Trong số các bản giao hưởng Shostakovich còn lại mà ông không ra mắt, Mravinsky chỉ biểu diễn (và thu âm) bản giao hưởng số 7 và số 11.
Ông cũng ra mắt Giao hưởng số 6 của Sergei Prokofiev ở Leningrad cùng năm nó sáng tác (1947,).
Mravinsky đã thực hiện các bản thu âm thương mại từ năm 1938 đến năm 1961. Các bản thu âm của ông được phát hành sau năm 1961 được lấy từ các buổi hòa nhạc trực tiếp. Bản thu âm cuối cùng của anh là từ buổi biểu diễn trực tiếp tháng 4 năm 1984 của Giao hưởng số 12 của Shostakovich.
Mravinsky đầu tiên đi lưu diễn ở nước ngoài vào năm 1946, bao gồm các buổi biểu diễn ở Phần Lan và Tiệp Khắc (tại Lễ hội mùa xuân Prague). Các tour lưu diễn sau đó với dàn nhạc bao gồm một hành trình tháng 6 năm 1956 tới Tây Đức, Đông Đức, Áo và Thụy Sĩ. Chuyến lưu diễn duy nhất của họ đến Vương quốc Anh là vào tháng 9 năm 1960 đến Liên hoan Edinburgh và Hội trường Liên hoan Hoàng gia, Luân Đôn. Chuyến lưu diễn đầu tiên của họ đến Nhật Bản là vào tháng 5 năm 1973. Chuyến lưu diễn nước ngoài cuối cùng của họ là vào năm 1984, đến Tây Đức.
Buổi hoà nhạc cuối cùng của ông là vào ngày 6 tháng 3 năm 1987 (Schubert, Giao hưởng số 8, và Brahms, Giao hưởng số 4). Mravinsky mất ở Leningrad năm 1988, hưởng thọ 84.

## Phong cách chỉ huy
Các bản thu âm cho thấy Mravinsky có một sự kiểm soát kỹ thuật phi thường đối với dàn nhạc, đặc biệt là tính động của âm nhạc. Ông cũng là một nhạc trưởng rất thú vị, thường xuyên thay đổi nhịp độ để nâng cao hiệu ứng âm nhạc mà ông đang xây dựng, tạo điểm nổi bật đặc biệt cho bộ đồng. Các video còn lại cho thấy rằng Mravinsky có một ngoại hình điềm tĩnh  trên bục chỉ huy, tạo ra những cử chỉ đơn giản nhưng rất rõ ràng, và thường không có đũa chỉ huy. Nhà phê bình David Fanning đã mô tả đáng nhớ một số màn biểu diễn của Tchaikovsky của Mravinsky:
Dàn nhạc Giao hưởng Leningrad đã chơi như một con ngựa hoang dã, có lẽ chỉ có thể kham nổi bởi ý chí của chủ nhân của nó. Mỗi chuyển động nhỏ nhất được đặt với niềm tự hào mãnh liệt; bất cứ lúc nào nó có thể bùng nổ thành một tràng phi nước đại điên cuồng đến nỗi bạn hầu như không biết nên cảm thấy phấn khởi hay sợ hãi.